# Махмуд Абас
Махмуд Абас (арап. محمود عباس; Сафед, 26. март 1935), познат као Абу Мазен (арап. ابو مازن) је садашњи председник Палестине и лидер странке Фатах. На место председника изабран је 5. јануара 2013. године.

## Политичке функције
Абас је водећи политичар у Фатаху и, тренутно, председавајући Палестинске ослободилачке организације (ПЛО), изабран 11. новембра 2004, после смрти Јасера Арафата. Пре него што је именован за премијера, Абас је био на челу одељења за преговоре ПЛО-а. Био је премијер Палестинске самоуправе (PA) од марта до октобра 2003. када је дао оставку услед борбе за власт са Арафатом. На западу има репутацију човека са „умереним утицајем“ у Палестинској управи, са искреном тежњом ка остваривању мира. Ипак многи сматрају да је његов приступ исувише трпељив и помирљив, и да је склон да нашкоди палестинским правима како би се умилостивио Израелу и САД. (Његово име Абу Мазен је почасна титула, која изражава популарни обичај у палестинском друштву, и одражава његову улогу као оца Мазена, свог најстаријег сина. Међу Арапима је овакво име честа појава.)

## Биографија

### Младост и образовање
Абас је рођен 1935. у Сафеду, тада делу Британске Палестине. После оснивања државе Израел, 1948. - и потоње окупације остатка бивше Палестине од стране Јордана и Египта - Абас је прешао у Сирију, где је ишао у школу, и дипломирао на Универзитету у Дамаску, пре него што је отишао у Египат, где је студирао права. Касније је Абас уписао дипломске студије на Оријенталном Колеџу у Москви, где је докторирао историју. 1982, Абас је написао докторску дисертацију о познатим порицачима Холокауста, који тврде да су постојале тајне везе између нациста и ционистичког покрета. 1984, је у Аману, (Јордан) на арапском објављена књига базирана на Абасовој дисертацији. Наслов књиге је био: Друга страна: Тајни однос између нацизма и ционизма. Кад је именован за палестинског премијера, 2003, ова књига је жестоко критикована од стране јеврејских кругова. У својој књизи, Абас је изнео сумње да су гасне коморе коришћене за истребљење Јевреја, и изнео мишљење да је током холокауста убијено мање од милион Јевреја. У интервјуу који је дао за Хаарец у мају 2003, тврдио је да је само цитирао широко распрострањена научна неслагања о холокаусту, али да више нема намеру да спори широко прихваћене бројеве; истакао је своје мишљење да је „холокауст био грозан, неопростив злочин против јеврејске нације, злочин против човечности који човечанство не може да прихвати“.

### Мешање у политику
Средином 50-их година двадесетог века, Абас се озбиљно умешао у подземну политичку палестинску сцену, придруживши се прогнаним Палестинцима у Катару, где је био директор особља цивилне службе емирата. Док је био тамо, регрутовао је већи број људи, који ће касније постати кључне личности у ПЛО-у, и био је један од чланова-оснивача Фатаха 1957.
Током 60-их, 70-их и 80-их, Абас је путовао са Арафатом и остатком руководства Палестинске управе у егзил у Јордан, Либан и Тунис (види чланак о Јасеру Арафату за више детаља). Иако је привлачио мало пажње медија, за Абас се говори да је имао снажан позадински утицај у Палестинској управи, и био је сматран високо интелектуалним прагматичаром.